# Croația la Jocurile Olimpice de vară din 2012

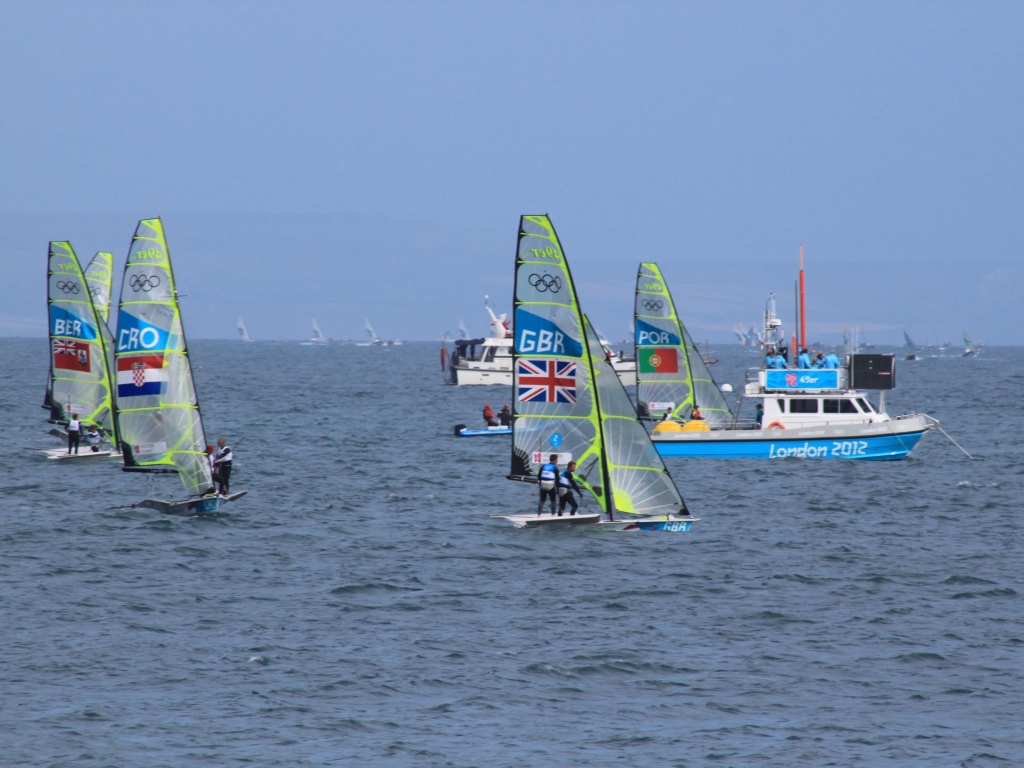
Olimpicii din Weymouth preparandu-se.

Croația la Jocurile Olimpice de vară din 2012 de la Londra în perioada 27 iulie - 12 august 2012, a participat cu o delegație de 110 de sportivi care a concurat la 17 sporturi. S-a aflat pe locul 25 în clasamentul pe medalii.

## Medaliați
| Medalie | Nume | Sport       | Probă                     | Dată      |
| ------- | --- | ----------- | ------------------------- | --------- |
| 1       | Sandra Perković | Atletism    | Aruncare discului feminin | 4 august  |
| 1       | Giovanni Cernogoraz | Tir         | Trap masculin             | 6 august  |
| 1       | Echipa: Samir Barač Miho Bošković Ivan Buljubašić Damir Burić Andro Bušlje Nikša Dobud Igor Hinić Maro Joković Petar Muslim Paulo Obradović Josip Pavić Sandro Sukno Frano Vićan                                    | Polo pe apă | Masculin                  | 12 august |
| 2       | David ŠainMartin SinkovićDamir MartinValent Sinković | Canotaj     | Patru vâsle (4x)          | 3 august  |
| 3       | Lucija Zaninović | Taekwondo   | 49 kg feminin             | 8 august  |
| 3       | Echipa: Mirko Alilović Ivano Balić Damir Bičanić Denis Buntić Ivan Čupić Domagoj Duvnjak Jakov Gojun Zlatko Horvat Marko Kopljar Blaženko Lacković Venio Losert Ivan Ninčević Manuel Štrlek Igor Vori Drago Vuković | Handbal     | Masculin                  | 12 august |